# 金督馳馬徑

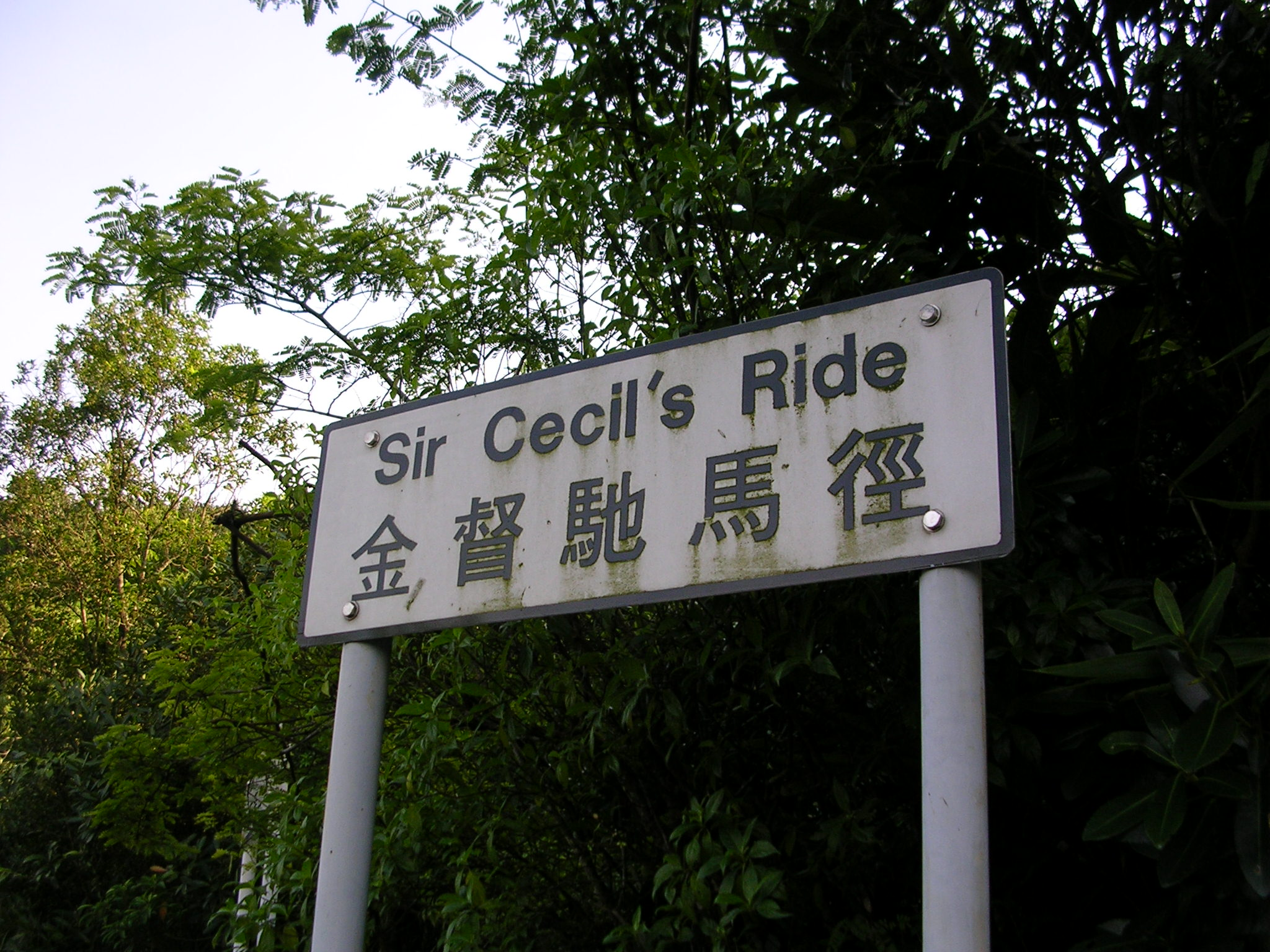
金督馳馬徑路牌

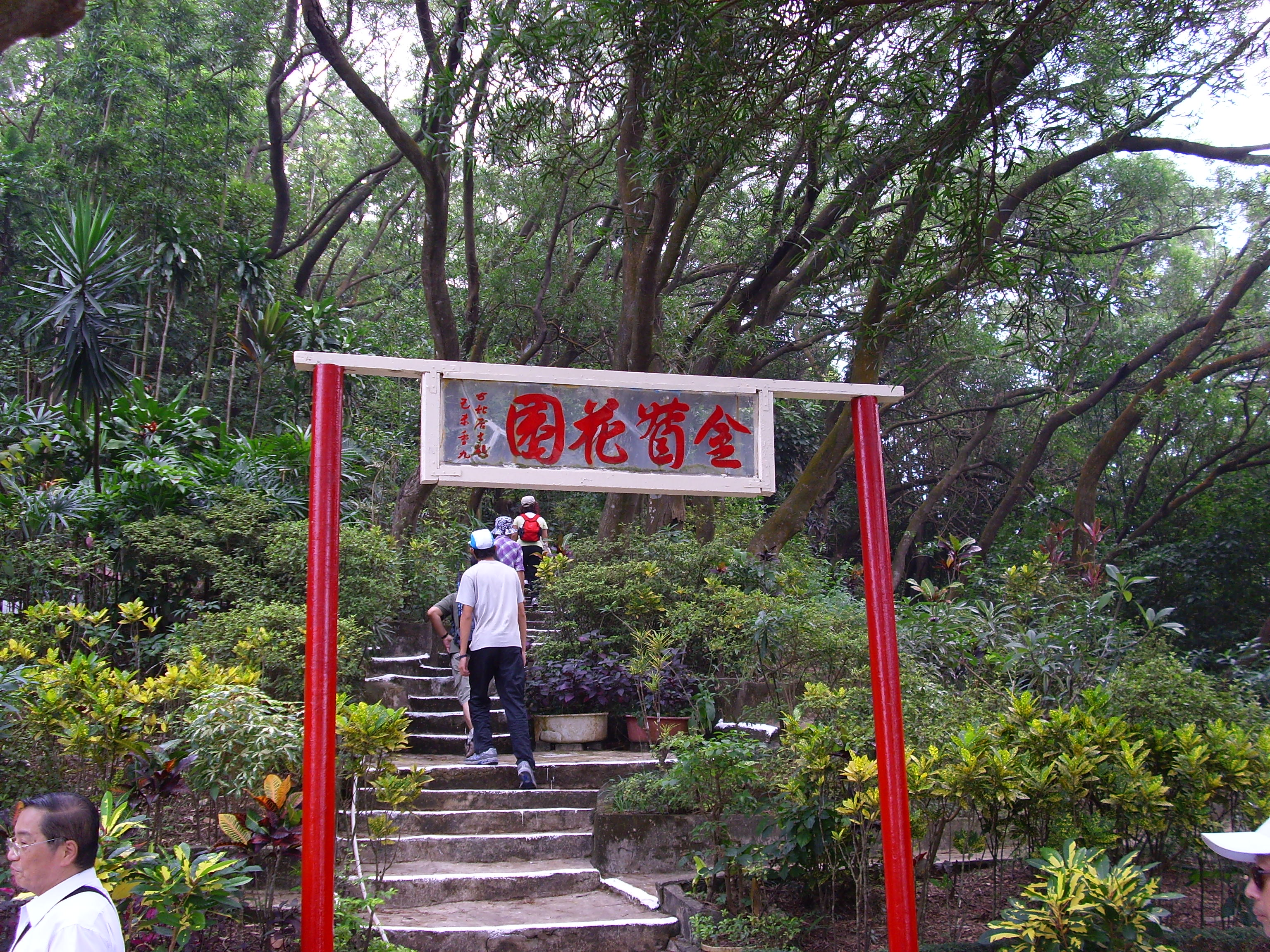
於金督馳馬徑上的金督花園

金督馳馬徑（英語：Sir Cecil's Ride）是香港一條郊遊路徑和街道，位於香港島黃泥涌峽至鰂魚涌柏架山道的山麓，以第十七任香港總督金文泰命名。
1929年，第十七任香港總督金文泰向立法局提交規劃文件，提出把上述他平時策馬散步、由灣仔峽到黃泥涌峽的路徑，建成一段可方便公眾出入的山徑，並指明須以其夫人（Marie Penelope Rose）命名為「金夫人馳馬徑」。3月6日，立法局通過了建造金夫人馳馬徑的提案。金文泰並希望山徑可於其夫人重返香港時建成。其後，金文泰乃於其夫人回港前一天，與時任工務司祈禮士同遊金夫人馳馬徑。其後，工務司署再於位於黃泥涌峽至柏架山道之間的路徑建成金督馳馬徑。:17
金督馳馬徑全長9公里，西面為黃泥涌峽大潭水塘道，經過渣甸山、畢拉山和寶馬山，東面則可達鰂魚涌柏架山道。其中渣甸山至畢拿山石礦場一段，已變成了雙線行車道路畢拉山道的一部份。在1941年12月爆發的香港保衛戰，日軍曾經企圖經金督馳馬徑前往大坑及銅鑼灣，但因爲迷路及山徑沒有中途下山的路徑，因此直抵香港島中部的黃泥涌峽，並在12月19日起與英軍在山峽爆發多場激戰。